# Loss given default
Pérdida en caso de incumplimiento o LGD es la parte de un activo que se pierde si un prestatario incumple.
Es un parámetro común en los modelos de riesgo y también un parámetro utilizado en el cálculo de capital económico, pérdida esperada o capital regulatorio bajo Basilea II para una institución bancaria  . Este es un atributo de cualquier exposición sobre el cliente del banco. La exposición es la cantidad que uno puede perder en una inversión.
La LGD está íntimamente ligada a la pérdida esperada, que se define como el producto de la LGD, la probabilidad de incumplimiento (PD) y la exposición al incumplimiento (EAD).

## Cómo calcular la LGD
El cálculo de la LGD se comprende fácilmente con la ayuda de un ejemplo: si el cliente incumple con una deuda pendiente de $200 000 y el banco o el seguro puede vender el valor (por ejemplo, un condominio) por un precio neto de $160 000 (incluidos los costos relacionados con la recompra), entonces la LGD es 20% (= $40,000 / $200,000).
Teóricamente, la LGD se calcula de diferentes maneras, pero la más popular es la LGD 'bruta', donde las pérdidas totales se dividen por exposición al incumplimiento (EAD). Otro método es dividir las pérdidas por la porción no garantizada de una línea de crédito (donde la seguridad cubre una porción de EAD). Esto se conoce como LGD 'Blanco'. Si el valor del colateral es cero en el último caso, entonces Blanco LGD es equivalente a LGD bruto. Para ello se pueden utilizar diferentes tipos de métodos estadísticos.
Gross LGD es más popular entre los académicos debido a su simplicidad y porque los académicos solo tienen acceso a los datos del mercado de bonos, donde los valores de las garantías a menudo son desconocidos, no calculados o irrelevantes. Blanco LGD es popular entre algunos profesionales (bancos) porque los bancos a menudo tienen muchas facilidades garantizadas, y a los bancos les gustaría descomponer sus pérdidas entre pérdidas en porciones no garantizadas y pérdidas en porciones garantizadas debido a la depreciación de la calidad del colateral. Este último cálculo también es un requisito sutil de Basilea II, pero la mayoría de los bancos no son lo suficientemente sofisticados en este momento para hacer ese tipo de cálculos.